# Mario Cipollini
Mario Cipollini (* 22. března 1967 Lucca) je bývalý italský cyklista. Byl známý jako specialista na hromadné spurty, jeho slabinou byla jízda v kopcích. Měl přezdívky „Lví král“ a „Super Mario“, proslul také svým temperamentním vystupováním, extravagantními kostýmy a siláckými výroky.
Jako amatér na sebe upozornil vítězstvím na Regio-Tour 1987. Během své profesionální kariéry, která trvala od roku 1989 do roku 2008, vyhrál celkem 167 závodů. Na Giro d'Italia získal rekordních 42 etapových vítězství a v letech 1992, 1997 a 2002 získal slézový trikot pro vítěze bodovací soutěže. Má také dvanáct etapových prvenství z Tour de France a tři z Vuelty. V roce 2002 se stal mistrem světa v závodě s hromadným startem. Vyhrál také jednorázové závody Scheldeprijs 1991 a 1993, Gent–Wevelgem 1992, 1993 a 2002, E3 Harelbeke 1993, Trogeo Luis Puig 1995 a 1999, Milán - San Remo 2002 a mistrovství Itálie v silničním závodě jednotlivců 1996. V roce 2002 získal cenu Vélo d'Or pro nejlepšího světového silničáře roku.
Po ukončení závodní kariéry začal podnikat, produkuje vlastní značku jízdních kol. Objevil se také v cameo roli ve filmové komedii Bagnomaria, byl jedním z osmi nosičů olympijské vlajky při závěrečném ceremoniálu ZOH 2006 v Turíně.
Jeho starší bratr Cesare Cipollini byl čtvrtfinalistou stíhacího závodu družstev na olympiádě 1976.